# Municipio de Gulledge
El municipio de Gulledge (en inglés: Gulledge Township) es un municipio ubicado en el  condado de Anson en el estado estadounidense de Carolina del Norte.En el año 2010 tenía una población de 2.238 habitantes.

## Geografía
El municipio de Gulledge se encuentra ubicado en las coordenadas 34°52′17.56″N 80°6′15.22″O / 34.8715444, -80.1042278.